# سارگساشن
سارگساشن (به ارمنی: Սարգսաշեն، به لاتین: چاغادوز Çağadüz) یک روستا در جمهوری جمهوری آرتساخ است که در استان مارتونی واقع شده‌است.